# 인주시
인주시는 대한민국의 드라마에 등장하는 가상의 도시다. 《시티홀》, 《시그널》, 드라마 유령 (8회 9회)에서 배경으로 등장하였다.

## 시티홀의 인주시
SBS 드라마 《시티홀》에는 무양도 인주시가 나온다. 무양도청은 경기도 양주시청을 모델로 했고 무양도 인주시에는 인주시청, 인주시의회가 있으며 그것은 인천광역시청을 모델로 했다.

## 시그널의 인주시
tvN 드라마 《시그널》에는 경기도 인주시가 나온다. 인주 여고생 집단 성폭행 사건은 11~14화에 등장하고 손경원은 인주 여고생 성폭행 사건의 피해자 아버지역을 맡았고 맹봉학은 인주고 학생주임 역을 맡았고 인성호는 인주 여고생 성폭행 사건 가해자 이동진 아버지 역을 맡았고 정종우는 인주경찰서 수사지원팀 형사 역을 맡았으며 최영인은 인주병원 청소부 아줌마 역을 맡았다.